# Mitchella
Mitchella es un género de plantas con flores del orden de las Gentianales de la familia de las Rubiaceae.
Es nativo de Norteamérica y del norte de Asia.

## Descripción
Son hierbas perennes rastreras, inermes, terrestres, las flores bisexuales. Hojas opuestas, isofilas, enteras, sin domacios; nervadura menor no lineolada; estípulas interpeciolares, triangulares, aristadas o 2-aristadas, erguidas, persistentes, aparentemente valvares. Inflorescencias terminales o seudoaxilares, en un par de flores con los ovarios unidos, sin brácteas. Flores pediceladas, distilas; limbo calicino (3)4-lobado, sin calicofilos; corola angostamente infundibuliforme, vellosa en la garganta, los lobos 4, valvares, sin apéndices; estambres 4, incluidos o exertos, las anteras dorsifijas; estigmas 4, filiformes, incluidos o exertos; ovario 4-locular, los óvulos 1 por lóculo, basales. Frutos sincárpicos, de 2 frutos parcialmente unidos, drupáceos, elipsoidales a subglobosos, carnosos, rojos; pirenos en cada fruto 4, 2-loculares; semillas ovoide-elipsoidales, blancas, lisas.

## Taxonomía
El género fue descrito por Carlos Linneo y publicado en Species Plantarum 1: 111. 1753. La especie tipo es: Mitchella repens

## Especies más conocidas
- Mitchella ondulata
- Mitchella repens